# Андронов, Михаил Сергеевич
Михаи́л Серге́евич Андро́нов (24 февраля 1931, Москва — 17 июня 2008) — советский и российский индолог-дравидолог, составитель первых русско-тамильского, каннада-русского и малаялам-русских словарей, доктор филологических наук.

## Биография
В 1954 году окончил индийское отделение Московского института востоковедения. Сначала учил бенгальский язык. Проходил стажировку в Мадрасском университете. После стажировки в 1960 году защитил кандидатскую диссертацию. В 1971 защитил докторскую диссертацию.

## Публикации
- Разговорный тамильский язык и его диалекты. М., 1962
- Русско-тамильский словарь. М. С. Андронов, А. Ш. Ибрагимов, Н. Н. Юганова. М., 1965.
- Малаялам-русский словарь. М. С. Андронов, В. А. Макаренко. Под редакцией Нараяникутти Уникришнан. М., 1971.
- Каннада-русский словарь. М. С. Андронов, М. А. Дашко, В. А. Макаренко. М., 1979.
- Язык малаялам. — М.: Наука, 1993. — 202 с.
- Сравнительная грамматика дравидийских языков. Изд. 2. испр. и доп. — М.: ИВ РАН, 1994. — 379 с.
- A grammar of the Malayalam Language in Historical Treatment. — Wiesbaden: Harrassowitz, 1996. — 242 p.
- Dravidian Historical Linguistics. — M.: Int. of Oriental Studies, 1999. — 154 p.